# Dona Beija (telenovela)
Dona Beija (estrenada como Doña Bella o Doña Beija en Hispanoamérica y Bella en España) es una telenovela brasileña basada en hechos históricos emitida por Rede Manchete en el año 1986. Escrita por Wilson Aguiar Hijo y dirigida por Herval Rossano, contaba con 89 capítulos y la banda sonora de Wagner Tiso. Fue protagonizada por Maitê Proença y Gracindo Júnior, antagonizada por Maria Fernanda, Bia Seidl y Carlos Alberto. Además contó con la participación de Sérgio Britto, Abrahao Farc y Mayara Magri. Obtuvo un gran éxito tanto en Brasil como en España, Francia y Latinoamérica.

## Sinopsis
Inspirada en un personaje real, Ana Jacinta de São José, que vivió y murió en el siglo XIX, la trama gira en torno a una hermosa joven que, después de ser raptada y violada por el oidor de la región, pierde su honra, el amor del novio con quien iba a casarse, y decide vengarse de todos los hombres.
En la telenovela, cuenta la historia de Ana Jacinta de São José, más conocida como Dona Beija (Doña Bella), una hermosa mujer huérfana de sus padres que vive en Santo Domingo de Araxá, con su abuelo y esta siempre estuvo enamorada del coronel Antonio Sampaio. El amor de Antonio y de la muchacha sigue adelante y comienzan a realizar los preparativos para la boda. Beija es víctima por ser secuestrada y quedando en mano del Auditor Mota. La muchacha es llevada a la aldea de Paracatu, y el Auditor le ofrece riquezas, lujos y oro, pero esta rechaza y toma la decisión de cerrar los ojos y no abrirlos nunca para no ver el lujo y al Auditor. Beija pierde la honra y se entera de que el Auditor mató a su abuelo. Un día inesperado, llega su antigua esclava a Paracatu y Beija le pide que le dé información de Antonio, pero la mala noticia que la esclava dice, es que Antonio muy pronto se casará con Aninha Felizardo. La muchacha sufre la decisión de su novio, y sueña con que él la saque de ese lugar, pero esta decide vengarse del Auditor, acostándose con muchos hombres, y presentarse de una manera muy atractiva ante sus amigos. Después de más de un año de encierro, Beija vuelve a Araxà  para tener una nueva vida, pero Antonio se casa con Aninha y las señoras del pueblo la rechazan y la insultan diciéndole que es una ramera. 
Los problemas y el sufrimiento para Beija, terminan cuando esta decide construir la finca de Jatobá, un burdel donde esta pasara la noche con un hombre a cambio de algún obsequio especial, como Diamantes, Oro y muchos lujos. Los problemas siguen siendo más fuertes, que la madre de Antonio decide envenenarla a Beija, pero esta no logra consumir el veneno que le había dado, las mujeres del pueblo la odiaban y la insultaban. Pero Antonio y Beija se convierten en amantes, pero los problemas que intervienen lo vuelven a separar. Las cosas cambian para Antonio porque este decide hablar con Beija, pero esta le tiene una trampa, que un perro que cuida el territorio donde esta vivía, mate a Antonio, y este sale muy malherido, teniendo el pensamiento en vengarse de Beija. Antonio manda a dos esclavos que le peguen a Beija, y esta queda con una enorme cicatriz en toda su espalda. Beija decide matar a Antonio, contratando a un esclavo así poder acostarse con el a cambio de que lo mate. Antonio muere y Beija se arrepiente a última hora de mandar a matar a su amor. En un juicio por la muerte de Antonio, Beija queda inocente y está dispuesta a tomar una decisión para cambiar su vida.
El final de esta historia es cuando Beija visita a Antonio en el cementerio, luego se corta el cabello diciendo que en adelante siempre estará corto. Más tarde decide irse del pueblo y viaja a Bagagem, donde vive una vida virtuosa y discreta.

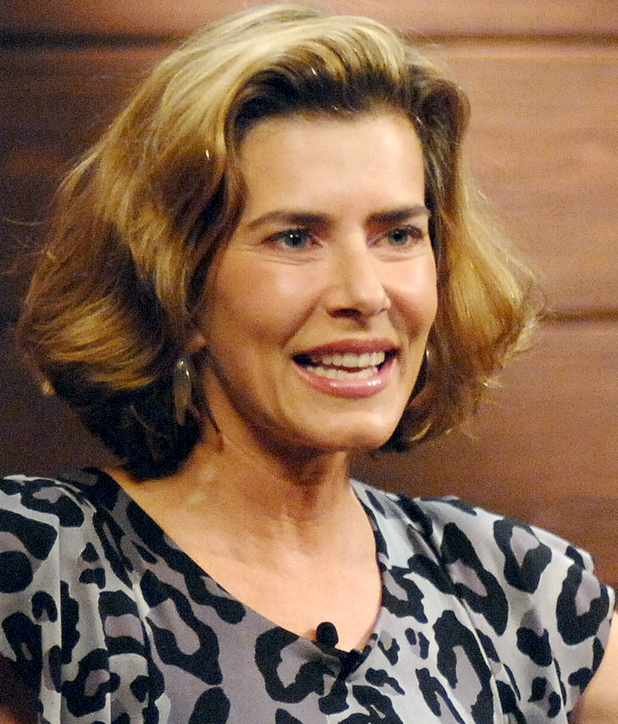
Maitê Proença como Dona Beija

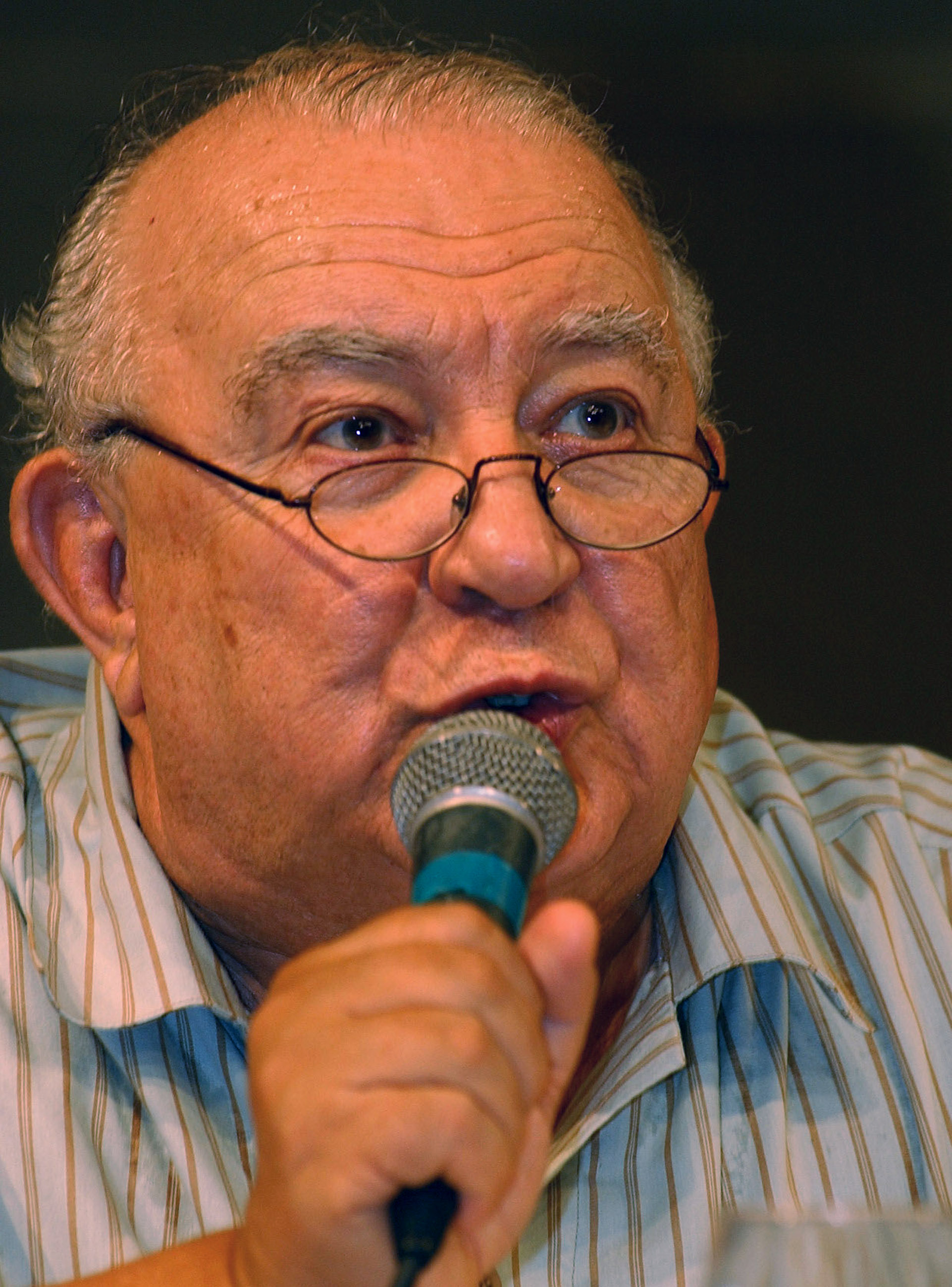
Sérgio Mamberti como o coronel Elias Felizardo

## Reparto
Principal
| Actor/Actriz             | Personaje                                       |
| ------------------------ | ----------------------------------------------- |
| Maitê Proença            | Ana Jacinta de São José (Dona Beija/Doña Bella) |
| Gracindo Júnior          | Antônio Sampaio                                 |
| Bia Seidl                | Ana Felizardo Sampaio (Aninha / Anita)          |
| Maria Fernanda           | Cecília Sampaio (Ceci)                          |
| Sérgio Britto            | Padre Aranha                                    |
| Carlos Alberto           | Joaquim Inácio Silveira da Mota (Mota)          |
| Maria Isabel de Lizandra | Josefa Carneiro de Mendonça                     |
| Jonas Mello              | José Carneiro de Mendonça                       |
| Marcelo Picchi           | João Carneiro de Mendonça                       |
| Renato Borghi            | Dr. Fortunato                                   |
| Mayara Magri             | Maria Sampaio                                   |
| Jayme Periard            | Avelino Alencar                                 |
| Marilu Bueno             | Augusta Costa Pinto                             |
| Lafayette Galvão         | Juiz Alfredo Costa Pinto                        |
| Julciléa Telles          | Severina                                        |
| Abrahão Farc             | Coronel Paulo Sampaio                           |
| Arlete Salles            | Genoveva Felizardo                              |
| Sérgio Mamberti          | Coronel Elias Felizardo                         |
| Nina de Pádua            | Cândida (Candinha da Serra)                     |
| Mário Cardoso            | Clariovaldo (Vado)                              |
| Isaac Bardavid           | Delegado Belegard Nunes                         |
| Virgínia Campos          | Carmem Costa Pinto (Carminha)                   |
| Fernando Eiras           | Professor Gaudêncio                             |
| Léa Garcia               | Flaviana                                        |
| Antônio Pitanga          | Moisés                                          |
| Castro Gonzaga           | Coronel Francisco Botelho                       |
| Monah Delacy             | Idalina Botelho                                 |
| Breno Bonin              | Joaquim Botelho                                 |
| Ivan de Almeida          | Sebastião (Tião)                                |
| Sandra Simon             | Olívia                                          |
| Renato Neves             | Vespasiano                                      |
| João Signorelli          | Brigada                                         |
| Edson Silva              | Honorato                                        |
| Elisa Fernandes          | Liliane Carneiro de Assunção (Lili)             |
| Roberto Orozco           | Afonso de Assunção                              |
| Shulamith Yaari          | Dorotéia                                        |
| Cláudia Freire           | Rosely                                          |
| Ana Ramalho              | Lúcia                                           |
| Josias Amon              | Josué                                           |

Secundarios y recurrentes
| Actor/Actriz        | Personaje                                 |
| ------------------- | ----------------------------------------- |
| Edwin Luisi         | Padre Melo Franco                         |
| Aldo César          | João Alves                                |
| Miriam Pires        | Sinhá Ana Alves                           |
| Ângela Rebello      | Maria Bernarda Alves                      |
| Sílvia Buarque      | Tereza de São José                        |
| Kiki Lavigne        | Joana de São José                         |
| Tarcísio Filho      | D. Pedro I                                |
| Xuxa Lopes          | D. Carlota Joaquina                       |
| Jorge Cherques      | D. João VI                                |
| Jacqueline Laurence | Madame Constance                          |
| Guilherme Karan     | Hans Fücker                               |
| Patrícia Bueno      | Siá Boa                                   |
| Haroldo de Oliveira | Ramos                                     |
| Sérgio Maciel       | Pedro Paulo Felizardo Sampaio             |
| Guilherme Corrêa    | governador-geral de Goiás                 |
| Ângela Leal         | Madre Superiora                           |
| Arnaldo Weiss       | Coronel Lourenço                          |
| Felipe Wagner       | Martim Ferreira                           |
| Edson Guimarães     | Deputado Manoel Remanso                   |
| Camilo Bevilacqua   | Clementino Borges                         |
| Gisele Fróes        | Dolores                                   |
| Haroldo Botta       | Quarentinha                               |
| Ary Coslov          | Juca                                      |
| Bia Sion            | Emerenciana                               |
| Angelito Mello      | Matias                                    |
| Hélio Ribeiro       | Heleno da Fonseca                         |
| Miguel Rosemberg    | Inquiridor Real                           |
| Mário Gusmão        | Dirceu                                    |
| Jofre Soares        | Profeta                                   |
| Zeni Pereira        | Totia                                     |
| Jorge Coutinho      | Jorge                                     |
| Mariah da Penha     | Aparecida                                 |
| Alexandre Zacchia   | Feitor                                    |
| Júlio Levy          | Traficante de escravos                    |
| Odete Barros        | Michela                                   |
| Ademilton José      | Padre Maurício                            |
| Cleonir dos Santos  | Isidoro                                   |
| Leonardo José       | Procurador Real                           |
| Dill Costa          | Misericórdia                              |
| Kadu Carneiro       | Felício                                   |
| Sidney Marques      | Diógenes                                  |
| Marcus Vinícius     | Odé                                       |
| Juliana Prado       | Luzia                                     |
| Ileana Saska        | Emília                                    |
| Guilherme Martins   | Hombres que frecuentan la Finca de Jatobá |
| Henrique Pires      | Hombres que frecuentan la Finca de Jatobá |
| Moacyr Pinna        | Hombres que frecuentan la Finca de Jatobá |
| Marcelo Vecchio     | Hombres que frecuentan la Finca de Jatobá |
| Jair Delamare       | Hombres que frecuentan la Finca de Jatobá |
| Orion Ximenes       | Hombres que frecuentan la Finca de Jatobá |

## Libro
Existen varias novelas, entre ellas, Dona Beija, a feiticeira do Araxá (1957), de Thomas Leonardos, Vida em Flor de Dona Bêja (1957), de Agripa Vasconcelos, O Solar de Dona Beija, de Maria Santos Teixeira (1965), Dona Beja Nua e Crua o Dona Beija a Flor do Pecado, de Ângelo D'Ávila (1992) y Dona Beija, de Pedro Divino Rosa (Pedro Popó). Las dos primeras mencionadas fueron tomadas como base para el guion de la telenovela.

## Apertura
La canción de apertura fue escrita para la telenovela por Wagner Tiso y Fernando Brandt, y tocado por simples sonidos y cantado por un conjunto de voces en portugués. La letra de la canción expresa y caracterizan a Dona Beija en su personalidad y belleza.
En la transmisión de la telenovela en Argentina por Canal 9 en 2010, la apertura no fue exhibida.

## Versiones
- La televisora RCN realizó una producción para Telefutura en 2010 versión de esta telenovela con el título de Doña Bella y protagonizada por Zharick Leon y Fabián Ríos y antagonizada por Marcelo Buquet, Gloria Zapata y Stephanie Cayo.
- En 2025 se estrenará una próxima y segunda versión brasileña de Dona Beija, protagonizada por Grazi Massafera.

## Banda sonora
- Portada: Maitê Proença

1. Tema De Dona Beija - Wagner Tiso e Viva Voz ['Tema de Abertura']
2. Poente II - João de Aquino e Maurício Carrilho
3. Luz e Sombra - Ivor Lancellotti
4. Viola e Mel - 14 Bis
5. A Promessa - Marisa Gata Mansa
6. Facho de Luz - João de Aquino e Maurício Carrilho